# مقاطعة أرتسة
مقاطعة أرِتْسة أو أِرِتسُو أو (نقحرة: أريتسو) (بالإيطالية: Provincia di Arezzo)‏، مقاطعة في الجزء الشمالي من وسط إيطاليا ضمن إقليم تُسكانة،يبلغ عدد سكانها 333.385 نسمة، ومساحتها 3235 كيلومتر مربع وبها 39 بلدية، عاصمتها مدينة أرِتْسة، يحدها من الشمال إقليم إميليا رومانيا (مقاطعة فورلي تشيزينا)، ومن الشمال الشرقي إقليم ماركي (مقاطعة بيزارو وأوربينو)، ومن الشرق إقليم أُمبِرية (مقاطعة بِرُدجة)، ومن الجنوب الغربي مقاطعة سيينا، ومن الشمال الغربي مقاطعة فلورنسا.

## أهم المدن
- Arezzo أرِتْسة 95.229 نسمة.
- Montevarchi مونتيفاركي 22.733 نسمة.
- Cortona قرطونة 22.594 نسمة.